# 桂木たづみ
桂木 たづみ（かつらぎ たづみ）は、日本のライトノベル作家。

## 経歴
自身が読んでいたライトノベル作家としては乙一の名前を挙げている。また、好きな漫画として『よんでますよ、アザゼルさん。』の名前を挙げている。2012年の第4回GA文庫大賞において、『しきもんつかい』（刊行時に『しきもんつかいはヒミツの柊さん』へ改題）で奨励賞を受賞してデビューした。

## 作品リスト

### 小説
- 『しきもんつかいはヒミツの柊さん』シリーズ（GA文庫、イラスト：パセリ、全2巻）2012 - 2013